# Lista de mídias da série Yakuza

Logo original da série

Yakuza, conhecida no Japão como Ryū ga Gotoku (龍が如く), é uma série de jogos eletrônicos primariamente desenvolvida pela Ryu Ga Gotoku Studio e publicada pela Sega. A série foi iniciada em 2005 com o lançamento de Yakuza para PlayStation 2. Até 29 de novembro de 2020, a série tinha vendido mais de 14 milhões de unidades.
A maior parte dos jogos da série se passam no distrito ficcional de Kamurocho em Tóquio, baseado no distrito real de luz vermelha de Kabukichō. Seus títulos são geralmente lançados originalmente no Japão, antes de serem lançados no ocidente no ano seguinte; a série é majoritariamente exclusiva à família de consoles PlayStation, tendo realizado a transição a lançamentos multiplataforma na oitava geração de consoles.
Livros, dramatizações e álbuns musicais relacionados também foram lançados.

## Jogos eletrônicos

### Série principal
| Título | Detalhes |
| --- | --- |
| Yakuza Data de lançamento original: - JP: 8 de dezembro de 2005 - AN: 5 de setembro de 2006 - EU: 15 de setembro de 2006                                | Anos de lançamento por sistema: 2005 – PlayStation 2 2012 – PlayStation 3 2013 – Wii U |
| Yakuza Data de lançamento original: - JP: 8 de dezembro de 2005 - AN: 5 de setembro de 2006 - EU: 15 de setembro de 2006                                | Notas: - Vendas mundiais: +1 milhão - Originalmente lançado como Ryū ga Gotoku (龍が如く, lit. "Como um Dragão") no Japão - Relançado na compilação de remasterizações Yakuza 1+2 HD em 2012                                                                        |
| Yakuza 2 Data de lançamento original: - JP: 7 de dezembro de 2006 - AN: 9 de setembro de 2008 - EU: 19 de setembro de 2008 - AU: 25 de setembro de 2008 | Anos de lançamento por sistema: 2006 – PlayStation 2 2012 – PlayStation 3 2013 – Wii U |
| Yakuza 2 Data de lançamento original: - JP: 7 de dezembro de 2006 - AN: 9 de setembro de 2008 - EU: 19 de setembro de 2008 - AU: 25 de setembro de 2008 | Notas: - Vendas: +870.000 - Originalmente lançado como Ryū ga Gotoku 2 (龍が如く2, lit. "Como um Dragão 2") no Japão - Relançado na compilação de remasterizações Yakuza 1+2 HD em 2012                                                                             |
| Yakuza 3 Data de lançamento original: - JP: 29 de fevereiro de 2009 - AN: 9 de março de 2010 - EU: 12 de março de 2010 - AU: 11 de março de 2010        | Anos de lançamento por sistema: 2009 – PlayStation 3 2018 – PlayStation 4 2021 – Microsoft Windows, Xbox One |
| Yakuza 3 Data de lançamento original: - JP: 29 de fevereiro de 2009 - AN: 9 de março de 2010 - EU: 12 de março de 2010 - AU: 11 de março de 2010        | Notas: - Vendas: +500.000 - Originalmente lançado como Ryū ga Gotoku 3 (龍が如く3, lit. "Como um Dragão 3") no Japão - Relançado na compilação de remasterizações The Yakuza Remastered Collection em 2020                                                          |
| Yakuza 4 Data de lançamento original: - JP: 18 de março de 2010 - AN: 15 de março de 2011 - EU: 18 de março de 2011                                     | Anos de lançamento por sistema: 2010 – PlayStation 3 2019 – PlayStation 4 2021 – Microsoft Windows, Xbox One |
| Yakuza 4 Data de lançamento original: - JP: 18 de março de 2010 - AN: 15 de março de 2011 - EU: 18 de março de 2011                                     | Notas: - Vendas: +560.000 - Originalmente lançado como Ryū ga Gotoku 4: Densetsu wo Tsugumono (龍が如く4 伝説を継ぐもの, lit. "Como um Dragão 4: Sucessor da Lenda") no Japão - Relançado na compilação de remasterizações The Yakuza Remastered Collection em 2020 |
| Yakuza 5 Data de lançamento original: - JP: 5 de dezembro de 2012 - WW: 18 de dezembro de 2015                                                          | Anos de lançamento por sistema: 2012 – PlayStation 3 2019 – PlayStation 4 2021 – Microsoft Windows, Xbox One |
| Yakuza 5 Data de lançamento original: - JP: 5 de dezembro de 2012 - WW: 18 de dezembro de 2015                                                          | Notas: - Vendas: +590.000 - Originalmente lançado como Ryū ga Gotoku 5: Yume, Kanaeshi Mono (龍が如く5 夢、叶えし者, lit. "Como um Dragão 5: Realizador de Sonhos") no Japão - Relançado na compilação de remasterizações The Yakuza Remastered Collection em 2020  |
| Yakuza 0 Data de lançamento original: - JP: 12 de março de 2015 - WW: 24 de janeiro de 2017                                                             | Anos de lançamento por sistema: 2015 – PlayStation 3, PlayStation 4 2018 – Microsoft Windows 2020 – Xbox One 2021 – Amazon Luna |
| Yakuza 0 Data de lançamento original: - JP: 12 de março de 2015 - WW: 24 de janeiro de 2017                                                             | Notas: - Vendas: +500.000 - Originalmente lançado como Ryū ga Gotoku 0: Chikai no Basho (龍が如く0 誓いの場所, lit. "Como um Dragão 0: O Lugar de Juramento") no Japão                                                                                              |
| Yakuza Kiwami Data de lançamento original: - JP: 21 de janeiro de 2016 - WW: 29 de agosto de 2017                                                       | Anos de lançamento por sistema: 2016 – PlayStation 3, PlayStation 4 2019 – Microsoft Windows 2020 – Xbox One |
| Yakuza Kiwami Data de lançamento original: - JP: 21 de janeiro de 2016 - WW: 29 de agosto de 2017                                                       | Notas: - Vendas: 163.683 - Originalmente lançado como Ryū ga Gotoku: Kiwami (龍が如く 極, lit. "Como um Dragão: Extremo") no Japão - Um remake do jogo original |
| Yakuza 6: The Song of Life Data de lançamento original: - JP: 18 de dezembro de 2016 - WW: 17 de abril de 2018                                          | Anos de lançamento por sistema: 2016 – PlayStation 4 2021 – Microsoft Windows, Xbox One |
| Yakuza 6: The Song of Life Data de lançamento original: - JP: 18 de dezembro de 2016 - WW: 17 de abril de 2018                                          | Notas: - Vendas: ≈1 milhão - Originalmente lançado como Ryū ga Gotoku 6: Inochi no Uta (龍が如く6 命の詩, lit. "Como um Dragão 6: Poema da Vida") no Japão |
| Yakuza Kiwami 2 Data de lançamento original: - JP: 7 de dezembro de 2017 - WW: 28 de agosto de 2018                                                     | Anos de lançamento por sistema: 2017 – PlayStation 4 2019 – Microsoft Windows 2020 – Xbox One |
| Yakuza Kiwami 2 Data de lançamento original: - JP: 7 de dezembro de 2017 - WW: 28 de agosto de 2018                                                     | Notas: - Vendas: 131.932 - Originalmente lançado como Ryū ga Gotoku: Kiwami 2 (龍が如く 極2, lit. "Como um Dragão: Extremo 2") no Japão - Um remake do jogo original                                                                                                |
| Yakuza: Like a Dragon Data de lançamento original: - JP: 16 de janeiro de 2020 - WW: 10 de novembro de 2020                                             | Anos de lançamento por sistema: 2020 – PlayStation 4, Microsoft Windows, Xbox One, Xbox Series X/S 2021 – PlayStation 5 |
| Yakuza: Like a Dragon Data de lançamento original: - JP: 16 de janeiro de 2020 - WW: 10 de novembro de 2020                                             | Notas: - Vendas: +450.000 - Originalmente lançado como Ryū ga Gotoku 7: Hikari to Yami no Yukue (龍が如く7 光と闇の行方, lit. "Como um Dragão 7: Paradeiros de Luz e Escuridão") no Japão                                                                           |

### Spin-offs
| Título | Detalhes |
| --- | --- |
| Ryū ga Gotoku Kenzan! Data de lançamento original: - JP: 6 de março de 2008                                                  | Anos de lançamento por sistema: 2008 – PlayStation 3 |
| Ryū ga Gotoku Kenzan! Data de lançamento original: - JP: 6 de março de 2008                                                  | Notas: - Vendas: 270.438 - Lançado exclusivamente no Japão |
| Kurohyō: Ryū ga Gotoku Shinshō Data de lançamento original: - JP: 22 de setembro de 2010                                     | Anos de lançamento por sistema: 2010 – PlayStation Portable |
| Kurohyō: Ryū ga Gotoku Shinshō Data de lançamento original: - JP: 22 de setembro de 2010                                     | Notas: - Lançado exclusivamente no Japão |
| Yakuza: Dead Souls Data de lançamento original: - JP: 9 de junho de 2011 - AN: 13 de março de 2012 - EU: 16 de março de 2012 | Anos de lançamento por sistema: 2011 – PlayStation 3 |
| Yakuza: Dead Souls Data de lançamento original: - JP: 9 de junho de 2011 - AN: 13 de março de 2012 - EU: 16 de março de 2012 | Notas: - Vendas: 309.058 - Originalmente lançado como Ryū ga Gotoku OF THE END (龍が如くOF THE END, lit. "Como um Dragão DO FIM")                                                       |
| Kurohyō 2: Ryū ga Gotoku Ashura hen Data de lançamento original: - JP: 22 de março de 2012                                   | Anos de lançamento por sistema: 2012 – PlayStation Portable |
| Kurohyō 2: Ryū ga Gotoku Ashura hen Data de lançamento original: - JP: 22 de março de 2012                                   | Notas: - Lançado exclusivamente no Japão - Uma sequência direta de Kurohyō: Ryū ga Gotoku Shinshō                                                                                       |
| Ryū ga Gotoku Ishin! Data de lançamento original: - JP: 22 de fevereiro de 2014                                              | Anos de lançamento por sistema: 2014 – PlayStation 3, PlayStation 4 |
| Ryū ga Gotoku Ishin! Data de lançamento original: - JP: 22 de fevereiro de 2014                                              | Notas: - Vendas: +390.000 - Lançado exclusivamente no Japão - Título de lançamento para o PlayStation 4                                                                                 |
| Fist of the North Star: Lost Paradise Data de lançamento original: - JP: 8 de março de 2018 - WW: 2 de outubro de 2018       | Anos de lançamento por sistema: 2018 – PlayStation 4 |
| Fist of the North Star: Lost Paradise Data de lançamento original: - JP: 8 de março de 2018 - WW: 2 de outubro de 2018       | Notas: - Vendas: 123.116 - Crossover da série de mangás Hokuto no Ken no motor de jogo de Yakuza 5 - Originalmente lançado como Hokuto ga Gotoku (北斗が如く)                           |
| Ryū ga Gotoku Online Data de lançamento original: - JP: 21 de novembro de 2018                                               | Anos de lançamento por sistema: 2018 – Microsoft Windows, Android, iOS |
| Ryū ga Gotoku Online Data de lançamento original: - JP: 21 de novembro de 2018                                               | Notas: - Lançado exclusivamente no Japão |
| Judgment Data de lançamento original: - JP: 13 de dezembro de 2018 - WW: 25 de junho de 2019                                 | Anos de lançamento por sistema: 2018 – PlayStation 4 2021 – Google Stadia, Xbox Series X/S, PlayStation 5                                                                               |
| Judgment Data de lançamento original: - JP: 13 de dezembro de 2018 - WW: 25 de junho de 2019                                 | Notas: - Vendas: +1 milhão - Originalmente lançado como Judge Eyes: Shinigami no Yuigon (JUDGE EYES：死神の遺言, lit. "Olhos de Juiz: Vontades da Morte")                               |
| Streets of Kamurocho Data de lançamento original: - WW: 17 de outubro de 2020                                                | Anos de lançamento por sistema: 2020 – Microsoft Windows |
| Streets of Kamurocho Data de lançamento original: - WW: 17 de outubro de 2020                                                | Notas: - Crossover entre a série Yakuza e Streets of Rage 2 - Disponível apenas de 17 a 19 de outubro de 2020                                                                           |
| Lost Judgment Data de lançamento proposta: - WW: 24 de setembro de 2021                                                      | Sistemas propostos: 2021 – PlayStation 4, PlayStation 5, Xbox One, Xbox Series X/S |
| Lost Judgment Data de lançamento proposta: - WW: 24 de setembro de 2021                                                      | Notas: - Sequência direta de Judgment - Originalmente lançado como Lost Judgment: Sabakarezaru Kikoku (LOST JUDGMENT: 裁かれざる記憶, lit. "Julgamento Perdido: Memórias Não Julgadas") |

### Remasterizações
| Título                                                                                  | Detalhes |
| --------------------------------------------------------------------------------------- | --- |
| Ryū ga Gotoku 1&2 HD EDITION Data de lançamento original: - JP: 1 de novembro de 2012   | Anos de lançamento por sistema: 2012 – PlayStation 3 2013 – Wii U |
| Ryū ga Gotoku 1&2 HD EDITION Data de lançamento original: - JP: 1 de novembro de 2012   | Notas: - Lançado exclusivamente no Japão - Remasterizações em alta definição de Yakuza e Yakuza 2                                                                             |
| The Yakuza Remastered Collection Data de lançamento original: - JP: 9 de agosto de 2018 | Anos de lançamento por sistema: 2018 – PlayStation 4 (Yakuza 3) 2019 – PlayStation 4 (Yakuza 4 e Yakuza 5) 2021 – Microsoft Windows, Xbox One (Yakuza 3, Yakuza 4 e Yakuza 5) |
| The Yakuza Remastered Collection Data de lançamento original: - JP: 9 de agosto de 2018 | Notas: - Compilação de remasterizações de Yakuza 3, Yakuza 4 e Yakuza 5 - Lançada fisicamente para PlayStation 4 em 11 de fevereiro de 2020                                   |

## Outras mídias

### Livros
| Título                                                                                             | Detalhes |
| -------------------------------------------------------------------------------------------------- | --- |
| Kamutai Magazine Kamutai Magazine (カムタイマガジン) Data de lançamento original: Dezembro de 2005 | Anos de lançamento por sistema: 2005 – Primeira edição lançada para Yakuza 2006 – Segunda edição lançada para Yakuza 2 2008 – Terceira edição lançada para Ryū ga Gotoku Kenzan! 2009 – Quarta edição lançada para Yakuza 3 2010 – Quinta edição lançada para Yakuza 4 e sexta para Kurohyō: Ryū ga Gotoku Shinshō 2012 – Sétima edição lançada para Kurohyō 2: Ryū ga Gotoku Ashura-hen 2015 – Última edição lançada para Yakuza 0 |
| Kamutai Magazine Kamutai Magazine (カムタイマガジン) Data de lançamento original: Dezembro de 2005 | Notas: - Bônus de pré-venda coincidindo com o lançamento de cada jogo respectivo |

### Dramatizações
| Título | Detalhes                                                                                             |
| --- | --- |
| Like a Dragon: Prologue Data de lançamento original: - JP: 24 de março de 2006 - EU: 15 de agosto de 2006                                | Anos de lançamento por sistema: 2006 – DVD                                                           |
| Like a Dragon: Prologue Data de lançamento original: - JP: 24 de março de 2006 - EU: 15 de agosto de 2006                                | Notas: - Uma pré-sequência lançada diretamente para vídeo                                            |
| Like a Dragon Data de lançamento original: - JP: 3 de março de 2007 - AN: 23 de junho de 2008                                            | Anos de lançamento por sistema: 2010 – DVD                                                           |
| Like a Dragon Data de lançamento original: - JP: 3 de março de 2007 - AN: 23 de junho de 2008                                            | Notas: - Baseado em Yakuza                                                                           |
| Ryu Ga Gotoku Presents Kamuro-cho Radio Station (龍が如くPresents神室町RADIOSTATION) Data de lançamento original: - JP: Setembro de 2008 | Anos de lançamento por sistema: 2008 – Rádio-drama                                                   |
| Ryu Ga Gotoku Presents Kamuro-cho Radio Station (龍が如くPresents神室町RADIOSTATION) Data de lançamento original: - JP: Setembro de 2008 | Notas: - Incluindo diversos dubladores da série Yakuza                                               |
| Shin Kamuro-cho Radio Station (新・神室町RADIOSTATION) Data de lançamento original: - JP: 2009                                           | Anos de lançamento por sistema: 2009 – Podcast                                                       |
| Shin Kamuro-cho Radio Station (新・神室町RADIOSTATION) Data de lançamento original: - JP: 2009                                           | Notas: - Segunda temporada do rádio-drama Ryu Ga Gotoku Presents Kamuro-cho Radio Station            |
| Kurohyo Ryu ga Gotoku Shinsho (クロヒョウ 龍が如く新章) Data de lançamento original: - JP: 5 de outubro de 2010                          | Anos de lançamento por sistema: 2010 – Série de TV                                                   |
| Kurohyo Ryu ga Gotoku Shinsho (クロヒョウ 龍が如く新章) Data de lançamento original: - JP: 5 de outubro de 2010                          | Notas: - Baseada no jogo homônimo de PlayStation Portable e produzida pela Tokyo Broadcasting System |

### Álbuns de música
| Title                         | Title                         | Release date            | Length | Label       | Source        |
| ----------------------------- | ----------------------------- | ----------------------- | ------ | ----------- | ------------- |
|                               |                               |                         |        |             |               |
| Yakuza 1 & 2                  | Yakuza 1 & 2                  | 25 de janeiro de 2007   | 180:35 | Wave Master | [ 22 ] [ 23 ] |
|                               |                               |                         |        |             |               |
| Yakuza Kenzan                 | Yakuza Kenzan                 | 6 de março de 2008      | 73:25  | SEGA        | [ 24 ]        |
|                               |                               |                         |        |             |               |
| Yakuza 3                      | Yakuza 3                      | 26 de fevereiro de 2009 | 74:51  | Wave Master | [ 25 ] [ 26 ] |
|                               |                               |                         |        |             |               |
| Yakuza 4 (Volume 1)           | Yakuza 4 (Volume 1)           | 24 de março de 2010     | 114:23 | SEGA        | [ 27 ]        |
|                               |                               |                         |        |             |               |
| Yakuza 4 (Volume 2)           | Yakuza 4 (Volume 2)           | 24 de março de 2010     | 90:34  | SEGA        | [ 28 ]        |
|                               |                               |                         |        |             |               |
| Yakuza: Dead Souls (Volume 1) | Yakuza: Dead Souls (Volume 1) | 8 de junho de 2011      | 52:46  | SEGA        | [ 29 ]        |
|                               |                               |                         |        |             |               |
| Yakuza: Dead Souls (Volume 2) | Yakuza: Dead Souls (Volume 2) | 8 de junho de 2011      | 53:51  | SEGA        | [ 30 ]        |
|                               |                               |                         |        |             |               |
| Yakuza 5 (Volume 1)           | Yakuza 5 (Volume 1)           | 5 de dezembro de 2012   | 109:53 | SEGA        | [ 31 ]        |
|                               |                               |                         |        |             |               |
| Yakuza 5 (Volume 2)           | Yakuza 5 (Volume 2)           | 19 de dezembro de 2012  | 154:06 | SEGA        | [ 32 ]        |
|                               |                               |                         |        |             |               |
| Yakuza Ishin (Volume 1)       | Yakuza Ishin (Volume 1)       | 26 de fevereiro de 2014 | 145:00 | SEGA        | [ 33 ]        |
|                               |                               |                         |        |             |               |
| Yakuza Ishin (Volume 2)       | Yakuza Ishin (Volume 2)       | 26 de fevereiro de 2014 | 134:50 | SEGA        | [ 34 ]        |
|                               |                               |                         |        |             |               |
| Yakuza 0 (Side A)             | Yakuza 0 (Side A)             | 11 de março de 2015     | 129:14 | SEGA        | [ 35 ]        |
|                               |                               |                         |        |             |               |
| Yakuza 0 (Side B)             | Yakuza 0 (Side B)             | 11 de março de 2015     | 85:34  | SEGA        | [ 36 ]        |
|                               |                               |                         |        |             |               |
| Yakuza Kiwami                 | Yakuza Kiwami                 | 8 de junho de 2016      | 98:27  | SEGA        | [ 37 ]        |